# Kamil Švrdlík
Kamil Švrdlík, né le 25 novembre 1986, à Přerov, en Tchécoslovaquie, est un joueur tchèque de basket-ball. Il évolue aux postes d'ailier fort et de pivot. 